# Робертс, Кенни
Кеннет Лерой Робертс (англ. Kenneth Leroy Roberts; род. 31 декабря 1951, Модесто, Калифорния) — американский бывший профессиональный мотогонщик и владелец гоночной команды. В 1978 году он стал первым американцем, который выиграл Гран-при на мотоциклах. Он также был двукратным победителем Крупного национального чемпионата АМА. Робертс — один из четырех гонщиков в Американской ассоциации мотоциклистов (AMA), что побеждали на Большом шлеме AMA.

## Биография
Родителями Кенни Робертса были Элис и Мелтон «Бастер» Робертс. Как ребенок, который рос в сельском районе, недалеко от виноградников винодельческого завода E & J Gallo Winery, Робертс сначала интересовался верховой ездой. В возрасте 12 лет Робертс начал ездить на мотоцикле своего друга. Впоследствии он сконструировал собственный мотоцикл, прикрепив двигатель газонокосилки в велосипедной рамы. Робертс начал свою карьеру в гонках на грунтовой трассе после того, как посетил местную гонку в Модесто и решил, что хочет соревноваться сам. Его отец приобрел для него мотоцикл Tohatsu, однако впоследствии Робертс пересел на более мощный Hodaka.
Робертс обнаружил природный талант к гонки на грунтовой трассе и стал победителем в местных гонках. В 1968 году результаты его гонок привлекли внимание местного дилера Suzuki Бада Аксланда, который предложил спонсировать Робертса на борту мотоцикла Suzuki. Молодой человек принял решение бросить школу, чтобы продолжить карьеру в гонках на мотоциклах. Робертсу было разрешено профессионально соревноваться, когда ему исполнилось 18 лет. На следующий день после своего восемнадцатого дня рождения он принял участие в своей первой профессиональной гонке в Королевском дворце в Сан-Франциско, финишировав на четвертом месте.